# Debora (automobile)
Cet article concerne la marque de voiture de sport française. Pour le prénom, voir Débora.
Debora (ou Didier Bonnet Racing) est une marque de voiture de sport française fondée en 1989 par Didier Bonnet et basée à Besançon. Elle s'est fait connaître en compétition monoplace, en endurance et en course de côte.

## Histoire

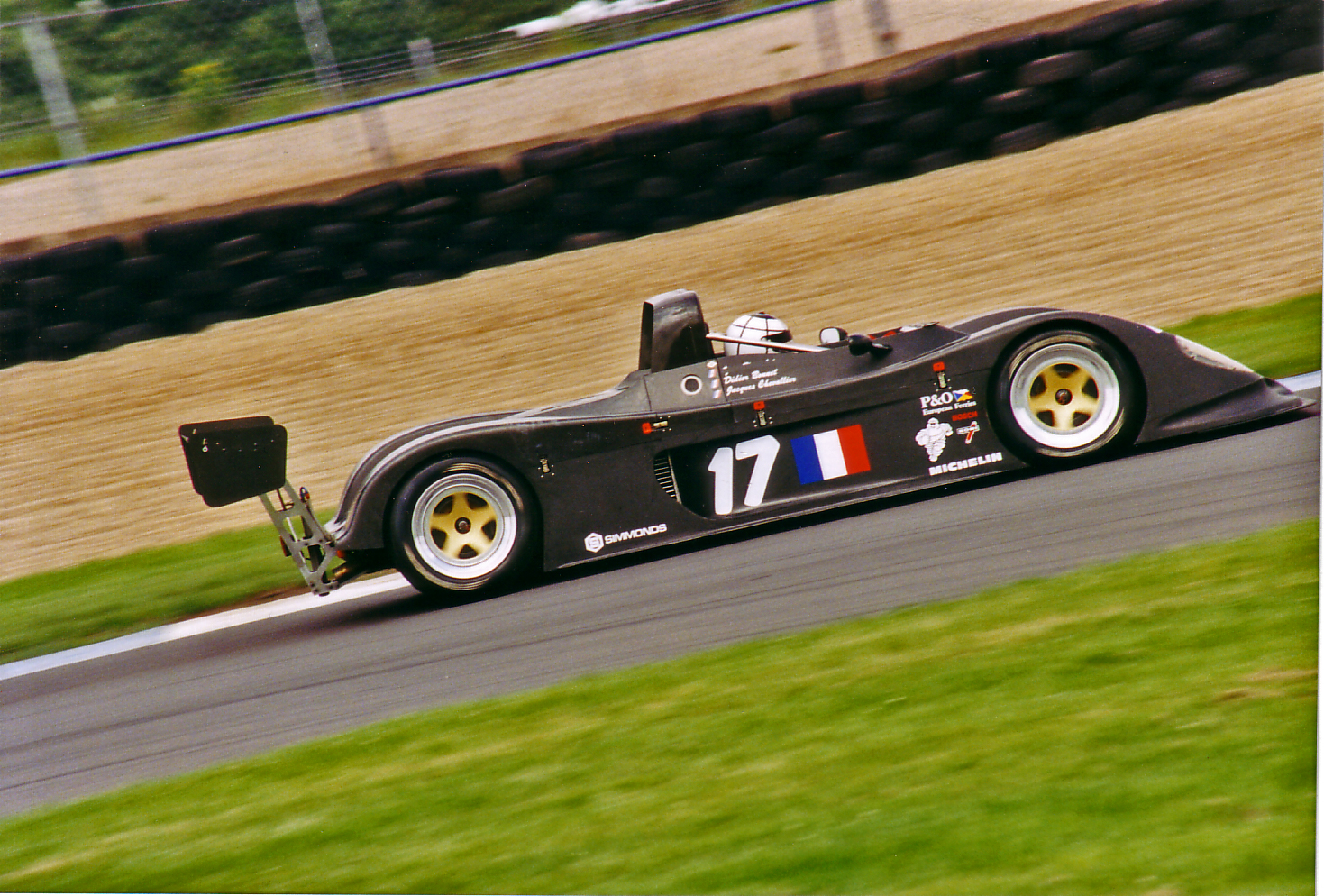
La Debora LMP296 en 1997

Dans les années 1980, la première monoplace conçue par Didier Bonnet est utilisée en Formule Libre. Dix ans plus tard, le premier prototype débute avec un moteur Alfa Romeo et s'engage aux 24 Heures du Mans en 1992. les modèles ont ensuite des moteurs 4 cylindres Ford Cosworth Turbo à partir de 1995 et 6 cylindres BMW 3 litres à partir de 1997.
Dans la tradition des artisans constructeurs comme Jean Rondeau ou Yves Courage, Didier Bonnet construit lui-même ses véhicules et les développe pour participer aux 24 Heures du Mans, à la Coupe Alfa et à partir de 1997, au championnat FIA Sportscar. Les pilotes qui ont participé à l'aventure des Debora sont Jacques Heuclin, Yvan Muller, Gérard Tremblay, Georges Tessier, Patrice Roussel, Bernard Santal, Edouard Sezionale, Pascal Dro...
Après plusieurs années en retrait, Didier Bonnet avait entrepris la construction d'une nouvelle LMP2 en 2009 mais ne trouvant pas un budget suffisant pour homologuer et terminer la voiture, ce projet ne voit pas le jour.
Didier Bonnet est décédé le 12 janvier 2011.

## Palmarès
- 24 Heures du Mans :
  - Six participations entre 1992 et 2000
  - Vainqueur de la catégorie LMP2 en 1995 avec Patrice Roussel, Edouard Sezionale et Bernard Santal

- European Le Mans Series
  - Vainqueur du classement LMP675 en 2001 avec Didier Bonnet

- FIA Sportscar :
  - 4e du classement constructeur dans la catégorie SR2 en 2002

## Châssis construits[1]
- 1990, SP90-01, participation à la Coupe Alfa
- 1990, SP90-02, participation à la Coupe Alfa
- 1991, SP91-01, participation à la Coupe Alfa
- 1991, SP91-02, participation à la Coupe Alfa
- 1992, SP92-01, participation aux 24 Heures du Mans en 1992
- 1993, C393-01, participation aux 24 Heures du Mans en 1993 et 1994
- 1993, C393-02, participation à la Coupe Alfa
- 1994, C394-01, participation à la Coupe Alfa
- 1995, LMP295-01, participation aux 24 Heures du Mans en 1995
- 1995, LMP295-02
- 1996, LMP296-01, participation aux 24 Heures du Mans en 1998 et au championnat FIA Sportscar jusqu'en 2002
- 1996, LMP296-02
- 1997, LMP297-01, utilisation en FIA Sportscar
- 1997, LMP297-02
- 2000, LMP2000-01, utilisation en FIA Sportscar
- 2001, LMP834-01, utilisation en FIA Sportscar